# Lowuschki-Felsen
Die Lowuschki-Felsen (russisch Скалы Ловушки; jap. 牟知列岩, Mushiru-retsugan) sind eine Gruppe kleiner, unbewohnter Felsinseln im Archipel der Kurilen. Administrativ gehören sie zur russischen Oblast Sachalin.
Die basaltigen Lowuschki-Felsen liegen im nördlichen Bereich der Kurilen, etwa 20 km südwestlich von Schiaschkotan sowie rund 55 km nordöstlich der Insel Matua. Die Gruppe besteht aus vier kleinen Inseln mit einer Gesamtfläche von 0,15 km² und einer maximalen Höhe von 41 m über dem Meer. Sie werden von zahlreichen Stellerschen Seelöwen (Eumetopias jubatus) und Nördlichen Seebären (Callorhinus ursinus) bevölkert.

## Tourismus
Die Inselgruppe wird von Zeit zu Zeit von Kreuzfahrtschiffen angelaufen.